# Distrito de Sallique
El Distrito de Sallique es uno de los doce distritos de la Provincia de Jaén en el Departamento de Cajamarca, bajo la administración del  Gobierno regional de Cajamarca, en el Perú.   
Desde el punto de vista jerárquico de la Iglesia católica forma parte del Vicariato Apostólico de San Francisco Javier, también conocido como Vicariato Apostólico de Jaén en el Perú.

## Historia
El distrito fue creado mediante Ley sin número el 2 de enero de 1857, junto a los distritos de Bellavista, San Felipe y San Ignacio; siendo presidente de la República el Mariscal Ramón Castilla y Marquesado.

## Geografía
Tiene una población de 7 908 habitantes, con una altitud de 1 675 metros sobre el nivel del mar y una superficie de 373,89 km². Su clima es frío.

## Autoridades

### Municipales
- 2019 - 2022[2]
  - Alcalde: EDVIN HINDER HUAMAN JULCA, del Movimiento político Cajamarca Siempre Verde.
  - Regidores:

Alcaldes anteriores
- 2015:[3] Castelano Castillo Sosa, de Acción Popular (AP).

### Policiales
- Comisario:    PNP

## Festividades
- 1 de enero: fiesta patronal en honor al señor de la humildad